# أنطونيلا إيليا
أنطونيلا إيليا (بالإيطالية: Antonella Elia)‏ هي مقدمة تلفزيونية وممثلة إيطالية، ولدت في 1 نوفمبر 1963 في إيطاليا.

## وصلات خارجية
- أنطونيلا إيليا على موقع IMDb (الإنجليزية)
- أنطونيلا إيليا على موقع قاعدة بيانات الفيلم (الإنجليزية)